# ابراهیم ذهبی
ابراهیم ذهبی همچنین مشهور به سیّاح (۱۹۲۲ – ۱۸ ژوئن ۲۰۱۳) عکاس ایرانی در سدهٔ بیستم بود که برای عکاسی‌اش در فضای شهر مشهد در حوزه‌های معماری و مناظر به ویژه از حرم امام رضا شهرت داشت و پیشگام این ژانر شمرده می‌شود.

## زندگی‌ و پیشه
ابراهیم بن اسماعیل بن هاشم در سال ۱۹۲۲م/ ۱۳۰۱ش در بخارا زاده شد. پدربزرگش میرزا هاشم جواهری، جواهرشناس در دربار امیر بخارا و پدرش، طلافروش بود. پس از انقلاب اکتبر همراه خانواده‌اش به ایران مهاجرت کرد پس از آنکه مدعی ایرانی‌تبار بودن شدند. سپس در شهر مشهد، مرکز خراسان، ساکن شدند، محلهٔ چهنو.

ابراهیم ذهبی تحصیلات ابتدایی خود را تا سال ۱۹۳۷م/۱۳۱۶ش در مدرسهٔ ملی محمدیه، و سپس در مهدیهٔ حاجی عابدزاده گذارند. سپس به عکاسی روی آورد و از پانزده سالگی با راهنمایی دایی‌اش محمدحسین عالم‌زاده، عکاسی را به عنوان پیشه آغاز نمود. پس از این، در ادارهٔ آمار و ثبت احوال به عنوان عکاس اسناد هویتی کار کرد. ذهبی در حدود ۱۹۴۹م/۱۳۲۸ش عکاسخانهٔ خود را گشود، در جایی نزدیکی حرم امام رضا، که با توسعهٔ حرم جابجا شد. او در این سال‌ها به عکاسی از حرم امام رضا و مکان‌های وابسته روی آورد و به عنوان عکاسی پیشتاز در این زمینه شناخته شد. پس از برپایی روزنامهٔ خراسان در ۱۹۴۹م/۱۳۲۷ش و سرشناس شدن آن، ذهبی با این روزنامه همکاری نمود، سپس رسماً با آستان قدس رضوی به عنوان عکاس مشارکت داشت. ذهبی در ۱۹۹۸م/۱۳۷۷ش بازنشسته شد.

## درگذشت
در صبح ۲۸ خرداد ۱۳۹۲/ ۱۸ ژوئن ۲۰۱۳ در مشهد درگذشت و در آرامگاه خواجه ربیع به خاک سپرده شد.

## زندگی شخصی
ذهبی در سال ۱۹۴۶م/ ۱۳۲۵ش ازدواج کرد، ۴ پسر و ۵ دختر داشت. از فرزندانش، موسی‌الرضا ذهبی به پیشهٔ پدری روی آورد.

## جوایز
- جایزه اول مسابقه عکس صدای آمریکا، ۱۹۵۷م/۱۳۳۶ش.[۴]